# ویلسون جرمین اردیا
ویلسون جرمین اردیا (انگلیسی: Wilson Jermaine Heredia؛ زادهٔ ۲ دسامبر ۱۹۷۱) یک هنرپیشه اهل ایالات متحده آمریکا است.
از فیلم‌هایی که وی در آن نقش داشته است می‌توان به بی‌عیب، اجاره و دختری با چشم غیرمسلح اشاره کرد.